# Chrysocale pava
Chrysocale pava är en fjärilsart som beskrevs av Paul Dognin 1893. Chrysocale pava ingår i släktet Chrysocale och familjen björnspinnare. Inga underarter finns listade i Catalogue of Life.